# Herman al II-lea de Baden
Herman al II-lea de Baden (n. 1060 – d. 7 octombrie 1130) a fost primul care a purtat titlul de margraf de Baden, după numele reședinței familiale din castelul Hohenbaden. De asemenea, el a fost margraf de Verona din 1112 până la sfârșitul vieții.

## Viața
Herman a fost fiul margrafului Herman I de Baden cu Iudita de Backnang-Sulichgau.
El s-a autointitulat „Dominus in Baden, comes Brisgaviae, marchio Verona”. În jurul anului 1070 Herman a început construcția castelului Hohenbaden așezat pe vechi structuri celtice. Din 1112 el a putat titlul de Margraf de Baden. Astăzi acest castel se află în orașul Baden-Baden.
Herman a reconstruit mănăstirea augustiniană pe care o începuse tatăl său în Backnang în 1123, unde a fost apoi înmormântat.

## Căsătorie și descendenți
Hermann al II-lea s-a căsătorit cu Iudita de Hohenberg, cu care a avut următorii copii:
- Herman al III-lea (d. 16 ianuarie 1160),
- Iudita (d. 1162), căsătorită cu Ulrich I de Carintia (d. 1144).